# Essam Abdel-Azim
Essam Abdel-Azim (ar. عصام عبدالعظيم; ur. 1 listopada 1970 w Aleksandrii) – egipski piłkarz grający na pozycji bramkarza. W swojej karierze rozegrał 10 meczów w reprezentacji Egiptu.

## Kariera klubowa
Swoją karierę piłkarską Abdel-Azim rozpoczął w klubie Tersana SC. W 1990 roku zadebiutował w jego barwach w pierwszej lidze egipskiej i grał w nim do 1994 roku. W latach 1994–1999 występował w klubie Al-Ittihad Aleksandria. W 1999 roku przeszedł do Al-Masry, a w 2002 roku do Haras El-Hodood SC. W sezonie 2003/2004 grał w El Koroum SC, w którym zakończył karierę.

## Kariera reprezentacyjna
W reprezentacji Egiptu Abdel-Azim zadebiutował 11 listopada 1994 w wygranym 5:0 meczu kwalifikacji do Pucharu Narodów Afryki 1996 z Etiopią, rozegranym w Kairze. Wcześniej, w 1992 roku, był członkiem kadry olimpijskiej na Igrzyska Olimpijskie w Barcelonie. W 1996 roku powołano go do kadry na Puchar Narodów Afryki 1996. Na tym turnieju nie rozegrał żadnego spotkania. Od 1994 do 1996 rozegrał w kadrze narodowej 10 meczów.